# Johnny Christ
Jonathan Lewis Seward (n. 18 noiembrie 1984, Huntington Beach, California, SUA), mai cunoscut sub numele său de scenă Johnny Christ, este un muzician american și basistul formației americane,  Avenged Sevenfold. Johnny Christ a fost cel de-al patrulea basist care a aderat la Avenged Sevenfold în 2003, înlocuindu-i pe foștii membri: Matt Wendt, Dameon Ash și Justin Sane.

## Tinerețe
Christ a învățat la liceul Marina din Huntington Beach, California. Când era încă la liceu, s-a întâlnit cu M. Shadows, Zacky Vengeance, Synyster Gates și The Rev. De asemenea, el este prieten cu fratele mai mic al lui Zacky Vengeance, Matt Baker, cântând anterior în trupa The Dear & Departed.

## Avenged Sevenfold
Johnny a plecat inițial cu câteva săptămâni de la liceu în ultimul an, pentru a completa ca basist anterior al lui Avenged Sevenfold, Dameon Ash, în timpul unui turneu.
Aceste câteva săptămâni ar deveni permanente când Johnny a renunțat la liceu pentru a deveni basistul trupei. Când trupa a exersat în garajul părinților lui M. Shadows, Johnny urma să meargă pe stradă și să le spună că basistul lor era inadecvat și că ar trebui să-l lase să cânte cu ei în schimb. 
Cele două mari influențe sunt Cliff Burton (basist decedat din Metallica) și Duff McKagan (basistul de la Velvet Revolver și anterior Guns N' Roses). Stilul său de a cânta variază în funcție de cântec. El folosește, în primul rând, o alegere.
Johnny a inregistrat pentru al doilea album Waking the Fallen de Avenged Sevenfold.
El scria pe autografe doar Johnny, până când Zacky a venit cu numele "Johnny Christ", iar în All Excess  a spus: "Sună ... foarte balsy. Toată lumea o să îl urască, deci ... ar trebui să mă descurc cu asta!" Johnny locuiește în Huntington Beach, Orange County.

## Discografie

### Cu Avenged Sevenfold
- Waking the Fallen (2003)
- City of Evil (2005)
- Avenged Sevenfold (2007)
- Nightmare (2010)
- Hail to the King (2013)
- The Stage (2016)

## Legături externe
- Site web oficial